# Пудомяги
Пудомя́ги (фин. Patamäki) — деревня в Гатчинском муниципальном округе Ленинградской области, бывший административный центр Пудомягского сельского поселения.

## История
Селение швед. Podamäki упоминается на карте Ингерманландии топографа Бергенгейма, составленной по материалам 1676 года.
На шведской «Генеральной карте провинции Ингерманландии» 1704 года также как Podamäki.
На «Топографической карте окрестностей Санкт-Петербурга» Военно-топографического депо Главного штаба 1817 года — как деревня Падомяки из 11 дворов.
Деревня Подомяк из 13 дворов обозначена на «Топографической карте окрестностей Санкт-Петербурга» Ф. Ф. Шуберта 1831 года.

ПОДОЛЯКИ — деревня принадлежит Самойловой, графине, число жителей по ревизии: 34 м. п., 27 ж. п. (1838 год)

На карте Санкт-Петербургской губернии Ф. Ф. Шуберта 1844 года и карте С. С. Куторги 1852 года деревня названа Подомяк.
В пояснительном тексте к этнографической карте Санкт-Петербургской губернии П. И. Кёппена 1849 года она записана как деревня Patamäki (Подоляки, Подомяки), а также указано количество её жителей на 1848 год: савакотов — 39 м. п., 28 ж. п., всего 67 человек.

ПОДОМЯКИ — деревня Царскославянского удельного имения, по просёлочной дороге, число дворов — 13, число душ — 42 м. п. (1856 год)

Согласно «Топографической карте частей Санкт-Петербургской и Выборгской губерний» в 1860 году деревня называлась Сподомяк и насчитывала 13 крестьянских дворов.

ПОДОМЯКИ — деревня удельная при колодце, число дворов — 16, число жителей: 65 м. п., 58 ж. п. (1862 год)

Согласно военно-топографической карте Санкт-Петербургской губернии 1879 года деревня называлась Подомяк и насчитывала 14 дворов.

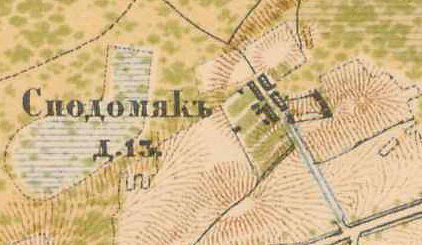
План деревни Пудомяги. 1885 год

Согласно топографической карте частей Санкт-Петербургской и Выборгской губерний 1885 года деревня называлась Сподомяк насчитывала 13 дворов.
В конце XIX века деревня административно относилась к Мозинской волости 1-го стана Царскосельского уезда Санкт-Петербургской губернии, в начале XX века — 4-го стана. Население деревни было исключительно финским.
К 1913 году количество дворов в деревне Подомяки увеличилось до 18 и до 1917 года не изменялось.
С 1917 по 1923 год деревня Подомяки входила в состав Лукашского сельсовета Мозинской волости Детскосельского уезда.
С 1923 года в составе Лукашского сельсовета Гатчинской волости Гатчинского уезда.
Согласно данным переписи населения СССР 1926 года деревня называлась Падамяги и входила в состав Лукашевского сельсовета Троцкой волости Троцкого уезда, население насчитывало 121 человека, все финны.
В 1928 году население деревни Подомяки также составляло 121 человек.
По административным данным 1933 года деревня Подомяки входила в состав Лукашского финского национального сельсовета Красногвардейского района.

План деревни Пудомяги. 1939 год

Согласно топографической карте 1939 года деревня называлась Пуномяги и насчитывала 29 дворов.
По данным 1966 и 1973 годов деревня Пудомяги входила в состав Антелевского сельсовета.
По данным 1990 года в деревне Пудомяги проживал 2231 человек. Деревня являлась административным центром Антелевского сельсовета, в который входили 17 населённых пунктов: деревни Антелево, Большое Сергелево, Бор, Веккелево, Вярлево, Вяхтелево, Кобралово, Корпикюля, Марьино, Монделево, Покровская, Порицы, Пудомяги, Репполово, Руссолово, Шаглино и посёлок Лукаши, общей численностью населения 5219 человек.
В 1997 году в деревне проживали 2448 человек, в 2002 году — 2296 человек (русские — 91 %), в 2007 году — 2248.

## География
Деревня расположена в северо-восточной части района на автодороге 41К-010 (Красное Село — Гатчина — Павловск).
Расстояние до административного центра района — города Гатчины, 16 км.
Расстояние до ближайшей железнодорожной станции Кобралово — 4 км.

## Демография
| 1862 | 2007  | 2010  | 2017  |
| ---- | ----- | ----- | ----- |
| 123  | ↗2218 | ↘2168 | ↗2690 |

### Национальный состав
Согласно данным Всероссийской переписи населения 2021 года в деревне проживали 2628 человек, из них:
 русские — 2425, узбеки — 12, украинцы — 8, белорусы — 7, даргинцы — 5, армяне — 4, татары — 4, осетины — 3, удмурты — 2, башкиры — 1, вепсы — 1, грузины — 1, марийцы — 1, молдаване — 1, мордва — 1, немцы — 1, финны — 1, цыгане — 1, другие национальности — 18 человек, остальные национальность не указали.

## Предприятия и организации
- Продовольственный магазин
- Амбулатория
- Ясли-сад
- Отделение почтовой связи
- Библиотека
- Администрация сельского поселения
- Магазин Пятёрочка
- Магазин Магнит
- Пункт выдачи заказов Ozon
- Пункт выдачи заказов Wildberries

## Транспорт
Автобусы:
- № 478 Лукаши — Павловск, вокзал
- № 527 Гатчина, Варшавский вокзал — Кобралово
- № 529 Гатчина, Варшавский вокзал — Павловск, вокзал
- № К-545 Лукаши — Санкт-Петербург, Демонстрационный проезд ( Московская)

## Улицы
1-я линия, 2-я линия, 3-я линия, 4-я линия, Береговая, Кленовая, Речная, Сельская, Сиреневая, Славы, Солнечная, Стародеревенская.
Деревня застроена в основном пятиэтажными домами.